# Kromoplast
Kromoplasti so vrsta plastidov, ki imajo vlogo izgradnje in skladiščenja pigmentov. Nahajajo se v nekaterih rastlinskih celicah in obarvajo dele rastlin, v katerih so prisotni, rumeno, oranžno ali rdeče (kloroplasti dajejo rastlini zeleno barvo). Vsebujejo oranžne pigmente karotine, rumene pigmente ksantofile in druge, rdeče obarvane pigmente. V kromoplastih ne poteka fotosinteza. Zaradi obarvanja cvetov in plodov imajo vlogo pri privabljanju žuželk (opraševanje pri žužkocvetkah, raznašanje plodov). Pri nekaterih rastlinah, na primer pri rjavih algah, kromoplasti vsebujejo tudi manjše količine klorofila. 
Kromoplasti lahko nastanejo iz kloroplastov, na primer v plodu paradižnika, ko dozori. Spreminjanje barve listja v jesenskem času je posledica propadanja klorofila in druga barvila, ki so že prisotna, se močneje izrazijo; ne pride do povečane sinteze kromoplastov.